# 1946 في مصر
فيما يلي قوائم الأحداث التي وقعت خلال عام 1946 في مصر.

## سياسة

### تعيين في المنصب
- 9 ديسمبر – محمود فهمي النقراشي رئيس الوزراء المصري.

## أفلام
من الأفلام التي صدرت هذه السنة في مصر:
- 1 يناير – أرض النيل
- 1 يناير – أصحاب السعادة من إخراج محمد كريم.
- 1 يناير – أم السعد من إخراج أحمد جلال.
- 1 يناير – أنا وابن عمي
- 1 يناير – أول نظرة من إخراج نيازي مصطفى.
- 1 يناير – الأحدب من إخراج حسن حلمي.
- 1 يناير – الخطيئة من إخراج إبراهيم عمارة.
- 1 يناير – الغيرة
- 1 يناير – الماضي المجهول من إخراج أحمد سالم.
- 1 يناير – النفخة الكدابة من إخراج أحمد بدرخان.
- 1 يناير – اليتيمة من إخراج فؤاد الجزايرلي.
- 1 يناير – دايما في قلبي من إخراج صلاح أبو سيف.
- 1 يناير – دنيا من إخراج محمد كريم.
- 1 يناير – راوية من إخراج نيازي مصطفى.
- 1 يناير – سر أبي
- 1 يناير – سلوى من إخراج عبد العليم خطاب.
- 1 يناير – شمعة تحترق من إخراج يوسف وهبي.
- 1 يناير – شهرزاد من إخراج فؤاد الجزايرلي.
- 1 يناير – عادت إلى قواعدها
- 1 يناير – عدو المرأة
- 1 يناير – عروسة للإيجار
- 1 يناير – عواصف
- 1 يناير – عودة القافلة من إخراج أحمد بدرخان.
- 1 يناير – عودة طاقية الإخفاء
- 1 يناير – غرام الشيوخ
- 1 يناير – غرام بدوية من إخراج فؤاد الجزايرلي.
- 1 يناير – لست ملاكا
- 1 يناير – ملاك الرحمة من إخراج يوسف وهبي.
- 1 يناير – ملكة الجمال من إخراج توجو مزراحي.
- 1 يناير – هدمت بيتي من إخراج حسين فوزي.
- 1 يناير – يد الله من إخراج يوسف وهبي.
- 1 يناير – يوم في العالي من إخراج حسين فوزي.
- 28 يناير – ما أقدرش من إخراج أحمد بدرخان.
- 25 فبراير – لعبة الست
- 4 مارس – المغني المجهول
- 4 مارس – مجد ودموع من إخراج أحمد بدرخان.
- 16 سبتمبر – النائب العام من إخراج أحمد كامل مرسي.
- 21 أكتوبر – الهانم من إخراج هنري بركات.
- 28 أكتوبر – ليلى بنت الأغنياء من إخراج أنور وجدي.
- 18 نوفمبر – الطائشة من إخراج إبراهيم عمارة.
- 23 ديسمبر – أحمر شفايف
- 23 ديسمبر – صاحب بالين
- 30 ديسمبر – رجل المستقبل من إخراج أحمد سالم.

## مواليد

### يناير
- 1 يناير – إبراهيم عبد المجيد كاتب مصري.
- 1 يناير – داود عبد السيد
- 1 يناير – لبلبة ممثلة مصرية.
- 6 يناير – أحمد الطيب

### فبراير
- 26 فبراير – أحمد زويل عالم مصري حائز على جائزة نوبل في الكيمياء.

### أبريل
- 28 أبريل – نور الشريف ممثل مصري.

### مايو
- 19 مايو – محمود قابيل ممثل مصري.
- 26 مايو – رضوى عاشور روائية مصرية.

### يونيو
- 1 يونيو – مشيرة خطاب دبلوماسية مصرية.
- 4 يونيو – محمود عبد العزيز ممثل مصري.
- 15 يونيو – ديميس روسوس مغني يوناني.

### يوليو
- 24 يوليو – الفاروق عبد العزيز الفاروق عبد العزيز ولد في مدينة المحلة الكبرى، في قلب الدلتا المصرية، في 24 يوليه من عام 1946. ناقد سينمائيّ في الصحافة بالعربية والإنجليزية وكاتب ومقدم لبرامج سينمائية، وكاتب ومنتج ومخرج أفلام وثائقية بالعربية والإنجليزية..

### نوفمبر
- 24 نوفمبر – ميرفت أمين ممثلة مصرية.

## وفيات

### فبراير
- 19 فبراير – أحمد حسنين باشا (مواليد 1889)